# 日本クラウドソーシング検定協会
一般社団法人日本クラウドソーシング検定協会は、2015年7月に創立された日本の一般社団法人。

## 協会理事
- 代表理事 - 南雲 宏明 株式会社ディテイルクラウドクリエイティブ 代表取締役社長
- 理事 - 秋好 陽介 ランサーズ株式会社 代表取締役社長
- 理事 - 泉 健太 リライアンス・データ株式会社 代表取締役（株式会社ユニメディア 取締役、株式会社クリエイターズマッチ 取締役）
- 理事 - 菊池 誠晃 株式会社デジタルプラス (企業) 代表取締役社長
- 理事 - 紺野 俊介 株式会社アイレップ 代表取締役社長CEO

## 協会理念
- 仕事の受注者に対して、クラウドソーシング上で仕事を進めるために必要な基礎知識や制作に必要な専門知識の醸成により受注者の質を明確化する。
- 仕事の発注者に対して、質の高いクラウドクリエイターを送り出し、クラウドソーシング受注者側の納品物の向上・納品までの流れの安定化等を目指す。
- クラウドソーシングで仕事を行うための検定資格制度を創設し、その普及を行う

## 創設している資格
WEBライティング技能検定(民間資格)
2015年10月から開始された資格制度であり、WEB上での文章作成スキルなどを評価し認定する民間資格の試験となる。試験は月に1回WEB上で実施され、選択式問題と記述式問題が出題される。この試験で一定の基準を満たした者には合格証書と認定カードが発行される。合格した場合、特定のクラウドソーシングサイトでの活動が支援される。

## WEBライティング技能検定

### 検定の概要
WEBライティング技能検定は、一般社団法人日本クラウドソーシング検定協会が発行する民間資格の試験制度であり、クラウドソーシング業務におけるライティングスキル向上を目的とした試験。

### 検定の詳細
- 主に社会人としてのマナーやクラウドソーシングという働き方への理解があるか。
- クラウドソーシングを介して行うライティング全般に対して、十分にライティング能力があるか。

上記を問われる検定試験である。
また、試験は特定の会場では開催されず、オンライン試験のみで行われている。

#### 試験形式と問題数
択一問題 50問と実技問題（文章作成）４問が出題される。
実技問題は4問中3問が300文字、残り1問が400文字も文章問題となる。

#### 検定日程
毎月実施 第4土曜 13：00～14：30まで　
（3ヶ月に1度は第4水曜日に行われる。 試験時間は同様に13：00～14：30）

#### 試験時間
90分（択一問題+筆記問題）